# Ichikawa Raizō VIII
Ichikawa Raizō VIII (jap. 八代目 市川 雷蔵 Hachidaime Ichikawa Raizō; ur. 29 sierpnia 1931 w Kioto, zm. 17 lipca 1969) – japoński aktor kabuki i filmowy.

## Filmografia
- 1954: Księżniczka Sen
- 1957: Historia z Osaki jako Keizaburo
- 1959: Kagero ezu jako Shinosuke Shimada
- 1961: Koshoku ichidai otoko jako Yonosuke
- 1965: Waka oyabun shutsugoku jako Takeshi Nanjo
- 1969: Nemuri Kyōshirō 12: Akujo-gari jako Nemuri Kyōshirō

## Nagrody
W 1959 roku został uhonorowany nagrodą Błękitnej Wstęgi w kategorii najlepszy aktor.